# Ulica Marszałka Józefa Piłsudskiego w Krakowie
Ulica Marszałka Józefa Piłsudskiego – ulica w Krakowie, w dzielnicy I Stare Miasto, na Nowym Świecie. Łączy I obwodnicę czyli ul. Straszewskiego z II obwodnicą czyli alejami Trzech Wieszczów. Jej przedłużeniem na zachód jest al. Marszałka Ferdynanda Focha, a perspektywicznym zamknięciem Kopiec Kościuszki.

## Historia

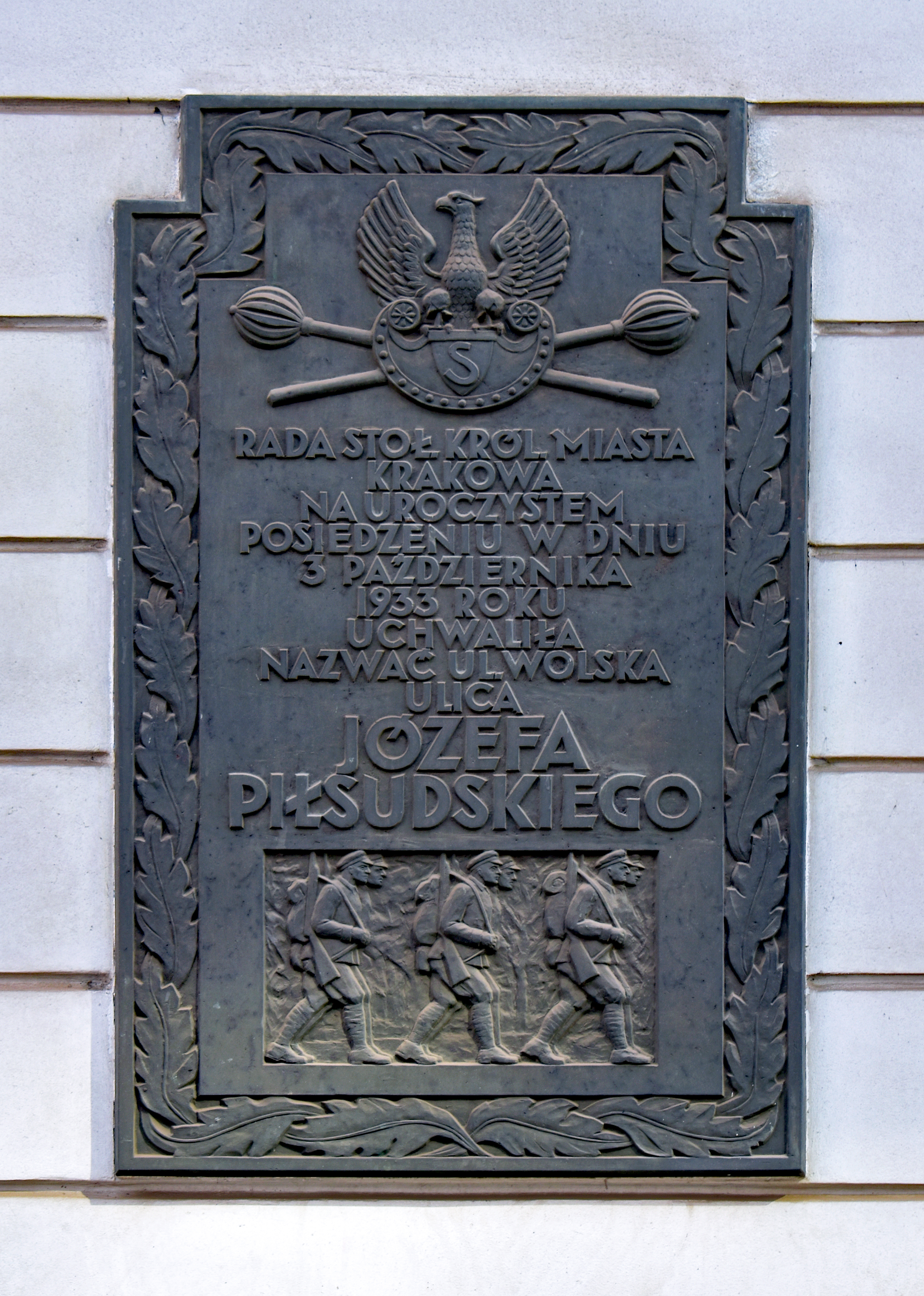
Ul. Piłsudskiego 2
Tablica pamiątkowa informująca o zmianie nazwy ul. Wolskiej.

Pierwsza droga w miejscu obecnej ulicy powstała jeszcze w średniowieczu. Droga ta prowadziła do wsi Wola Chełmska, którą od XVI wieku nazywano Wolą Justowską. Właścicielem tej miejscowości był od 1528 roku Jost Decjusz – sekretarz królewski i rajca krakowski.
W 1807 roku obecna ulica Piłsudskiego została odnotowana jako ulica Wolska (Wohler Gasse), tę samą nazwę potwierdza Plan Miasta Krakowa w obrębie okopów z 1836 roku. Wówczas ulica dochodziła tylko do Rudawy w jej starym biegu – obecnie w tym miejscu jest skrzyżowanie z ulicą Retoryka. W tym miejscu znajdowały się usypane w początkach XIX wieku fortyfikacje i okopy mające zastępować rozebrane mury obronne miasta. W pierwszej połowie XIX w. rejon narożnika dzisiejszych ulic Piłsudskiego i Floriana Straszewskiego zajmowały ogrody i małe domki. W 1839 roku teren ten zakupił Jacenty Kochanowski. Z jego polecenia wzniesiono tam hotel w formie włoskiej willi renesansowej. Jego budowniczym był przybyły z Wiednia majster murarski von Pierret, przedsiębiorca budowlany. Budowę ukończono w roku 1841. Willa – od nazwiska właściciela zwana „Kochanowem” – wzbudziła duże zainteresowanie polskiego środowiska architektonicznego i artystycznego. Poznański "Orędownik Naukowy" pisał w roku 1842 następująco: Nowo otworzoną ulicę - Nowy Świat – ozdobiła prześliczna Willa "Kochanów", jak uczy napis na niej umieszczony, wystawiona z gruntu w roku przeszłym. Willa ta, prawdziwe cacko bijou architektury, arcydzieło gustu, elegancji i nowszego stylu. Obecnie w miejscu tym wznoszą się budynki nr 4 i 6 przy ul. Piłsudskiego oraz budynek narożny (ul. Piłsudskiego 2) nr 21-22 przy ul. Straszewskiego.
W latach 60. XIX wieku fortyfikacje zostały przesunięte na linię dzisiejszych Alei Trzech Wieszczów. W związku z tym przedłużeniem ulicy na jej końcu wybudowano Bramę Wolską. Dodatkowo powstały odcinek ulicy został zabudowany na przełomie XIX i XX wieku.
Decyzją rady miejskiej Krakowa 3 października 1933 roku w związku z sąsiedztwem związanych z historią legionową Oleandrów ulicę nazwano imieniem Józefa Piłsudskiego (na tym samym posiedzeniu Marszałkowi przyznano honorowe obywatelstwo miasta).
W czasie okupacji niemieckiej ulica nosiła nazwę Universität Straße. Po zakończeniu II wojny światowej, w 1948 roku nazwę ulicy zmieniono na ul. Manifestu Lipcowego.
W 1990 przywrócono nazwę wcześniejszą nazwę – ulica Marszałka Józefa Piłsudskiego.

## Zabudowa
- Budynek Akademii Sztuk Teatralnych im. Stanisława Wyspiańskiego – ul. Piłsudskiego 2 (róg ul. Straszewskiego 21–22).
- Pałac Potulickich – ul. Piłsudskiego 4, wybudowany w latach 1874–1875 według projektu Leandro Marconiego przy współudziale Filipa Pokutyńskiego. Dawna Resursa Kupiecka, obecnie siedziba Wyższego Seminarium Duchownego Archidiecezji Krakowskiej
- Zabytkowa secesyjna kamienica – ul. Piłsudskiego 9, powstała w latach 1903-1906, projektował Beniamin Torbe.
- Pałac Czapskich – ul. Piłsudskiego 10–12, wybudowany w latach osiemdziesiątych XIX wieku według projektu Antoniego Siedeka. Obecnie znajduje się tam gmach Muzeum Narodowego im. Emeryka Hutten-Czapskiego[6].
- Dom Władysława Łozińskiego – ul. Piłsudskiego 14, własność Muzeum Narodowego, w budynku znajduje się Archiwum, Dział Starych Druków i Rękopisów, a także Pracownia Konserwacji Papieru i Skóry i Introligatornia oraz Laboratorium Analiz i Nieniszczących Badań Obiektów Zabytkowych.
- Budynek Drukarni Związkowej (potem Narodowej) – ul. Piłsudskiego 19, wzniesiony w latach 1911–1912, projekt Teodora Hoffmanna.
- Pałacyk Ostaszewskich – ul. Piłsudskiego 24 (róg ul. Retoryka), powstał w 1895. Projekt Józefa Pokutyńskiego.
- Budynek TG Sokół – ul. Piłsudskiego 27, powstał w 1889 według projektu Karola Knausa, rozbudowany w 1894 przez Teodora Talowskiego; na ścianie znak wielkiej wody z 12 lipca 1902.
- Kamienica Pod Śpiewającą Żabą – na rogu z ul. Retoryka 1, projekt Teodora Talowskiego, powstała w 1889.
- Rogatka Wolska – dawna rogatka miejska, ul. Piłsudskiego 29 (róg al. Adama Mickiewicza), projekt. Stefan Żołdani, 1983.
- Dom o dwóch frontonach – ul. Piłsudskiego 40 (róg al. Zygmunta Krasińskiego 25), dom architekta Władysława Ekielskiego przez niego zaprojektowany.
- Zabytkowe kamienice ul. Piłsudskiego 30, 34, 36, 38, które projektowali Henryk Lamensdorf, Sławomir Odrzywolski, Beniamin Torbe – cenieni krakowscy architekci.

Przy tej ulicy, na skwerze pomiędzy ulicami Garncarską a Wenecja, odsłonięto w 2008 roku pomnik Józefa Piłsudskiego, autorstwa Czesława Dźwigaja.

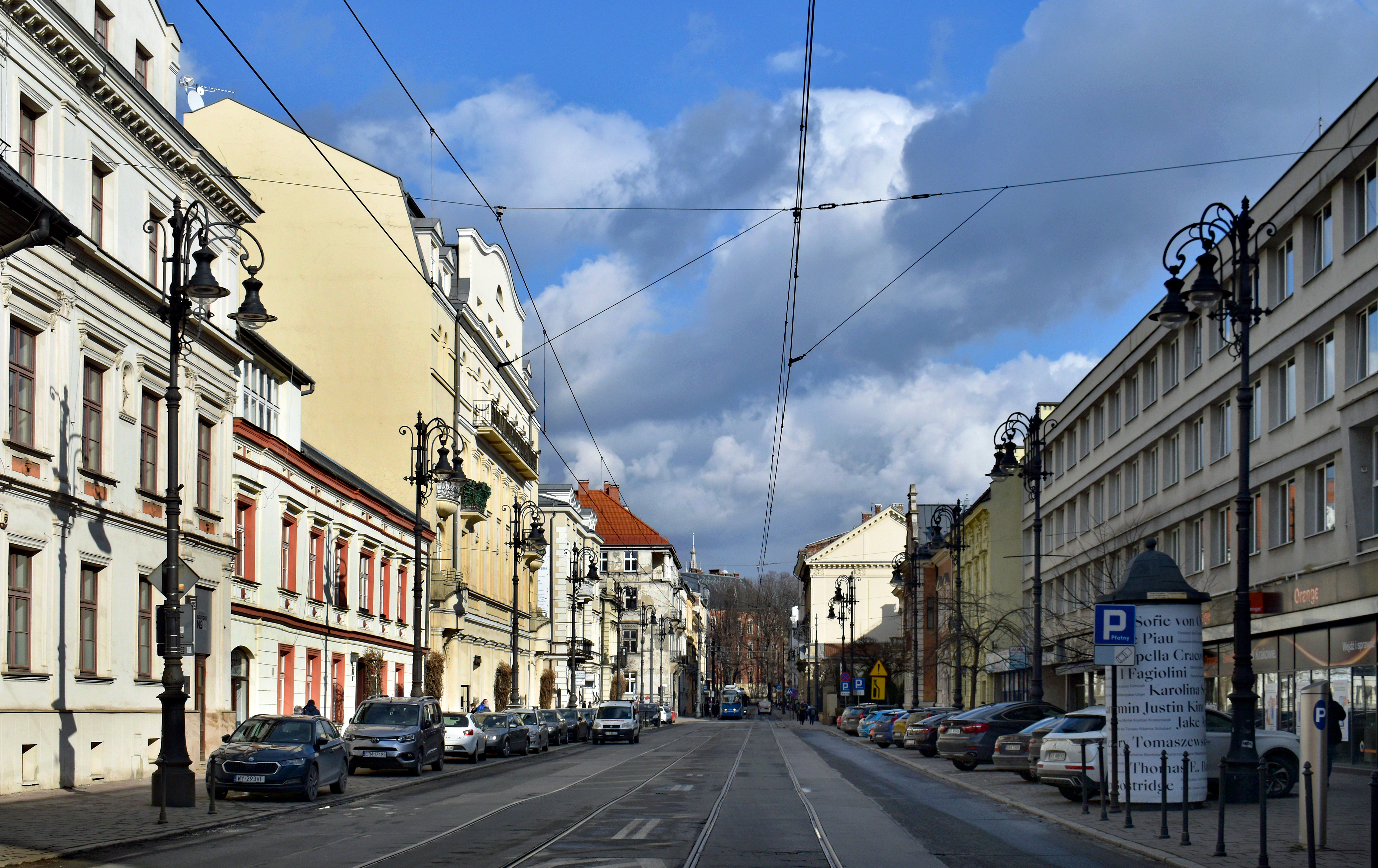
Widok ze skrzyżowania z ul. Garncarską (na wschód)

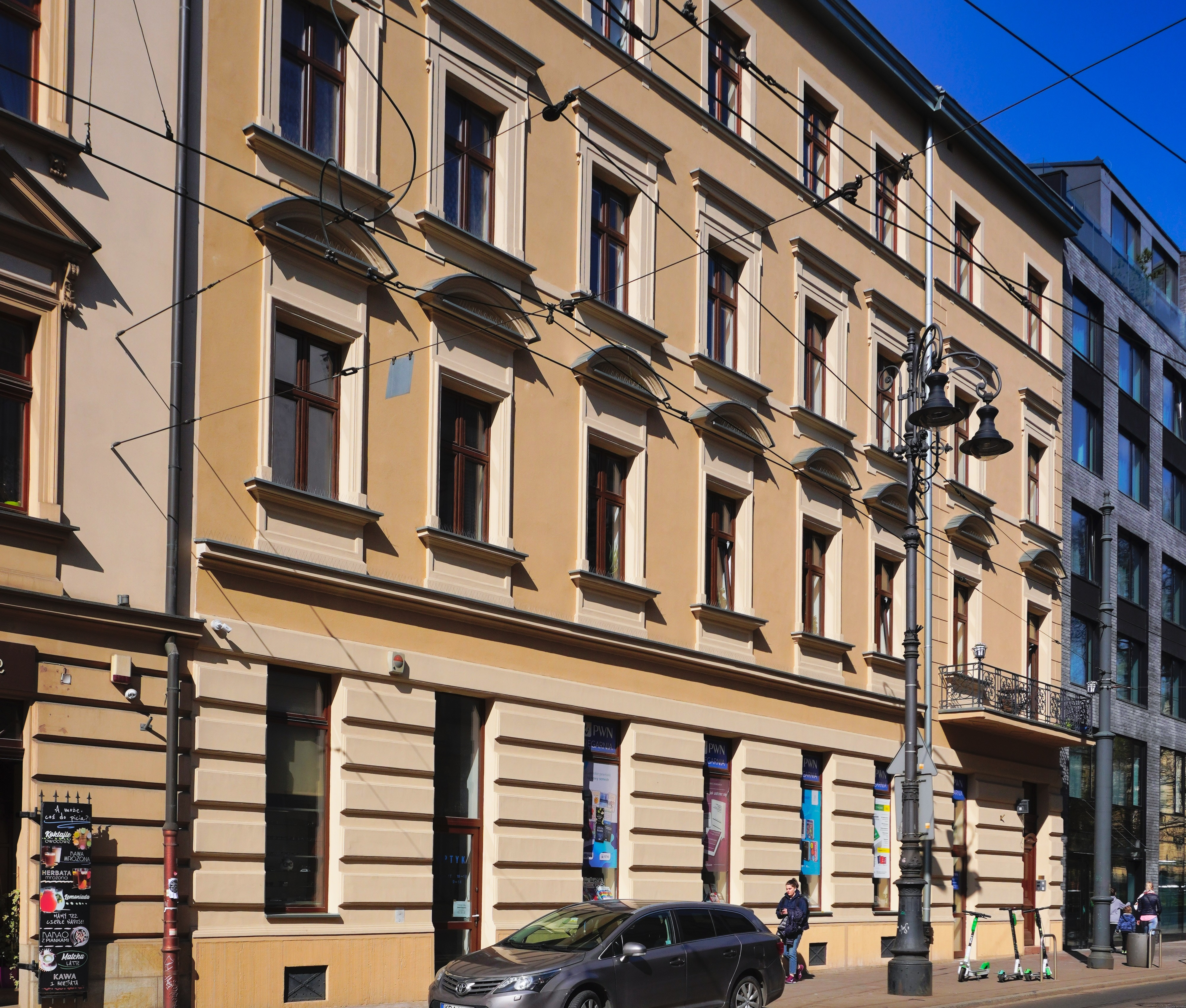
ul. Piłsudskiego 3 Kamienica proj. Stefan Ertel, 1893
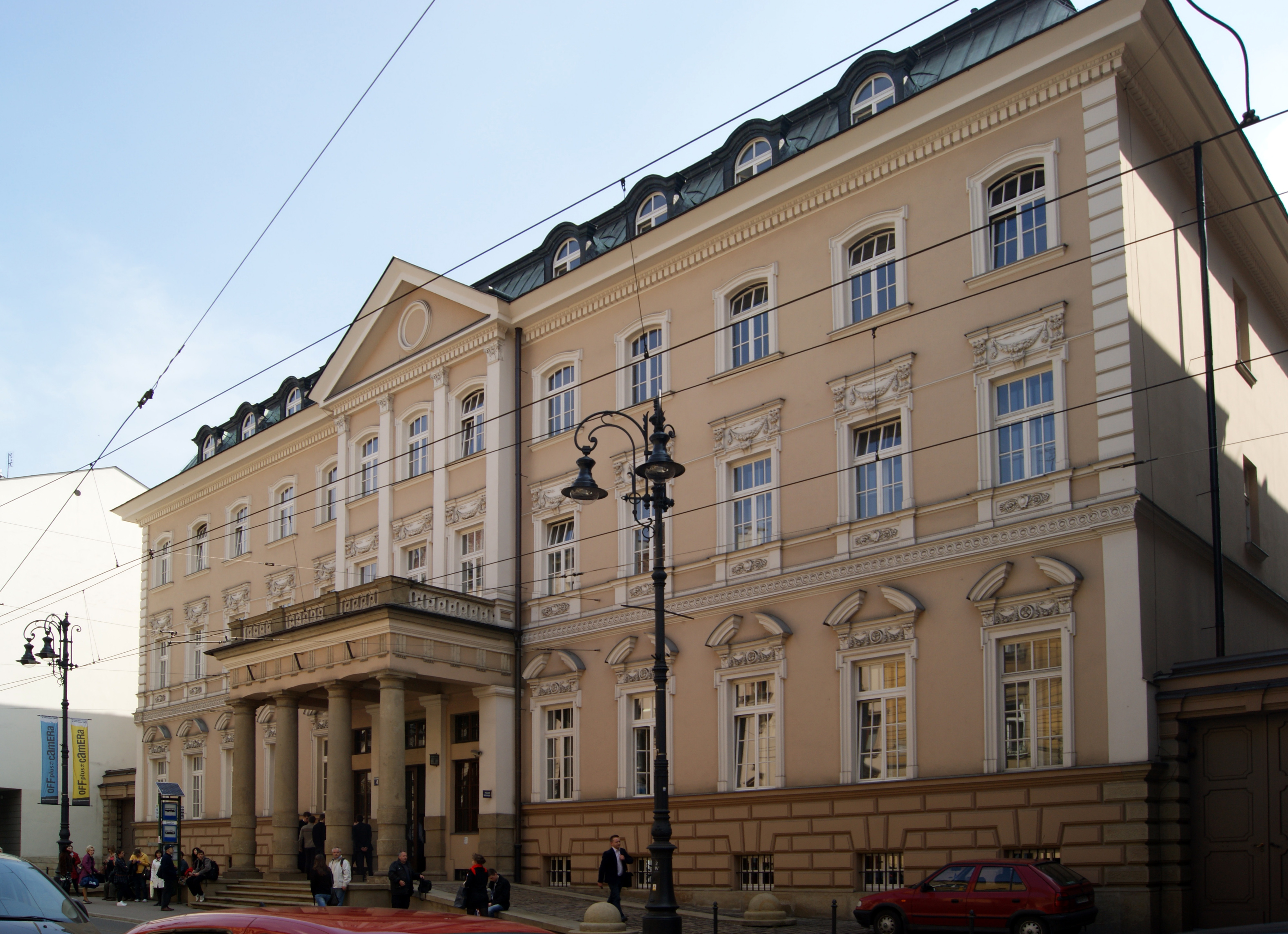
ul. Piłsudskiego 4 Dawny pałac Ogińskich i Potulickich
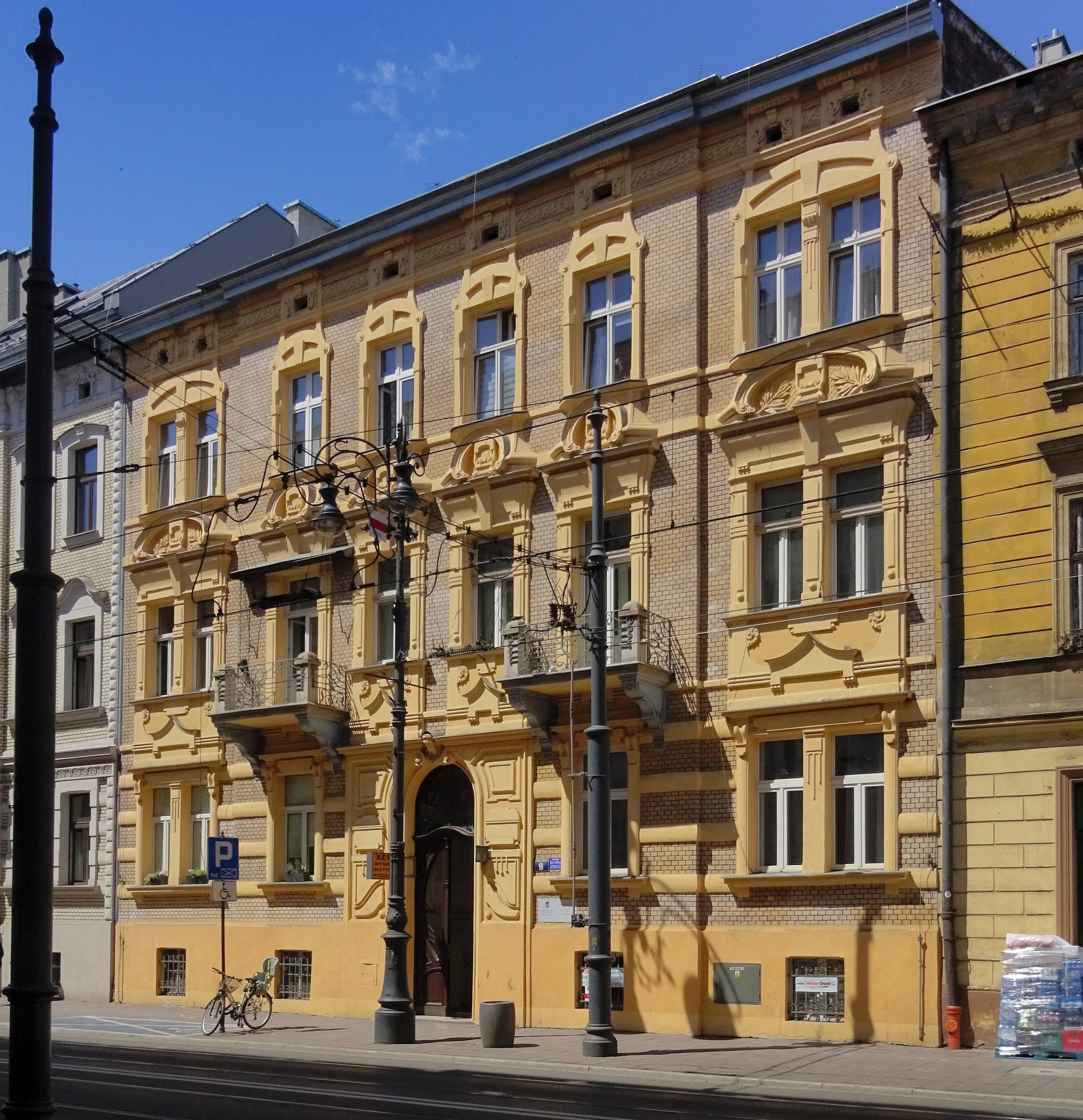
ul. Piłsudskiego 9 Kamienica proj. Beniamin Torbe, 1906
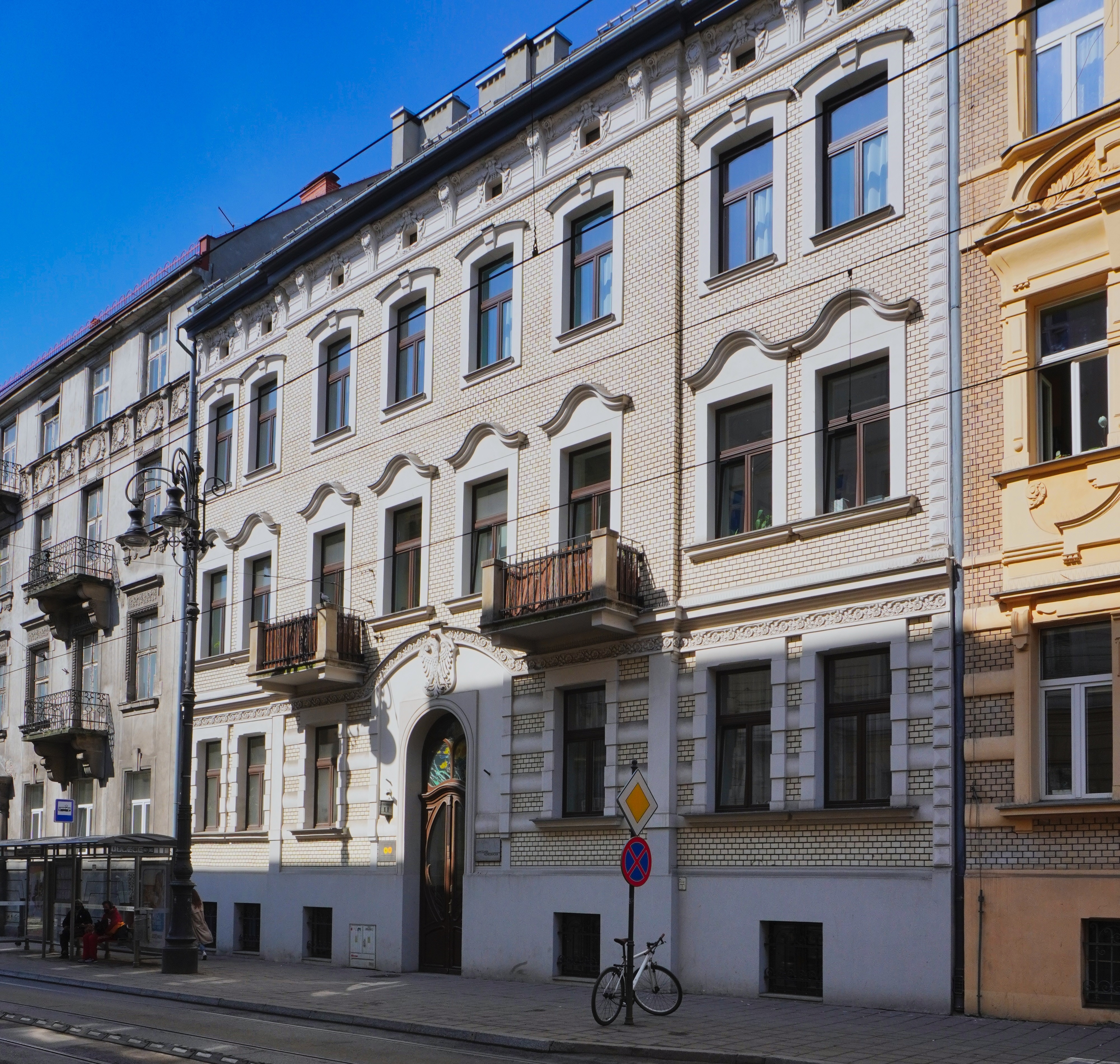
ul. Piłsudskiego 11 Secesyjna kamienica
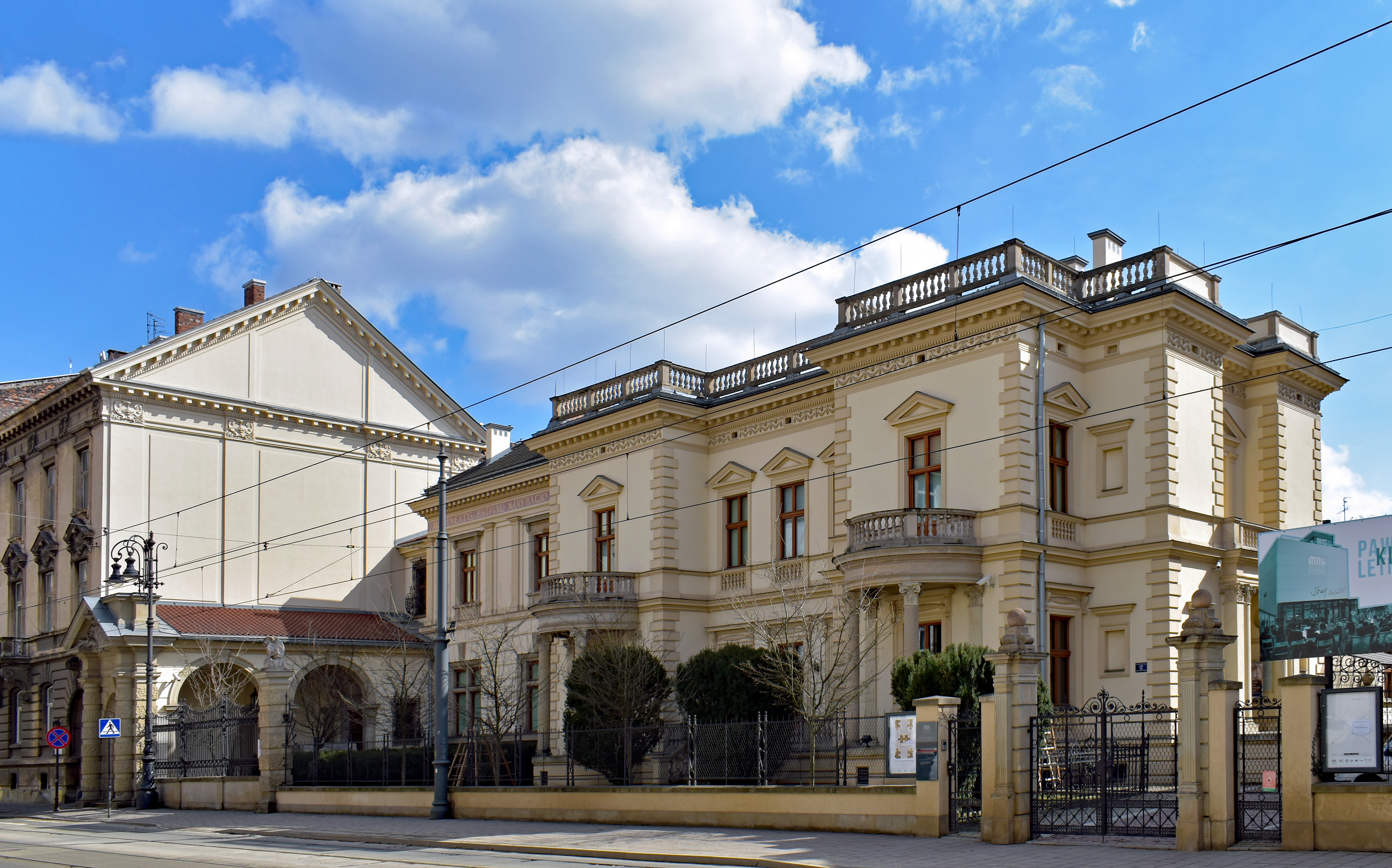
ul. Piłsudskiego 10-12 Pałacyk Hutten-Czapskich
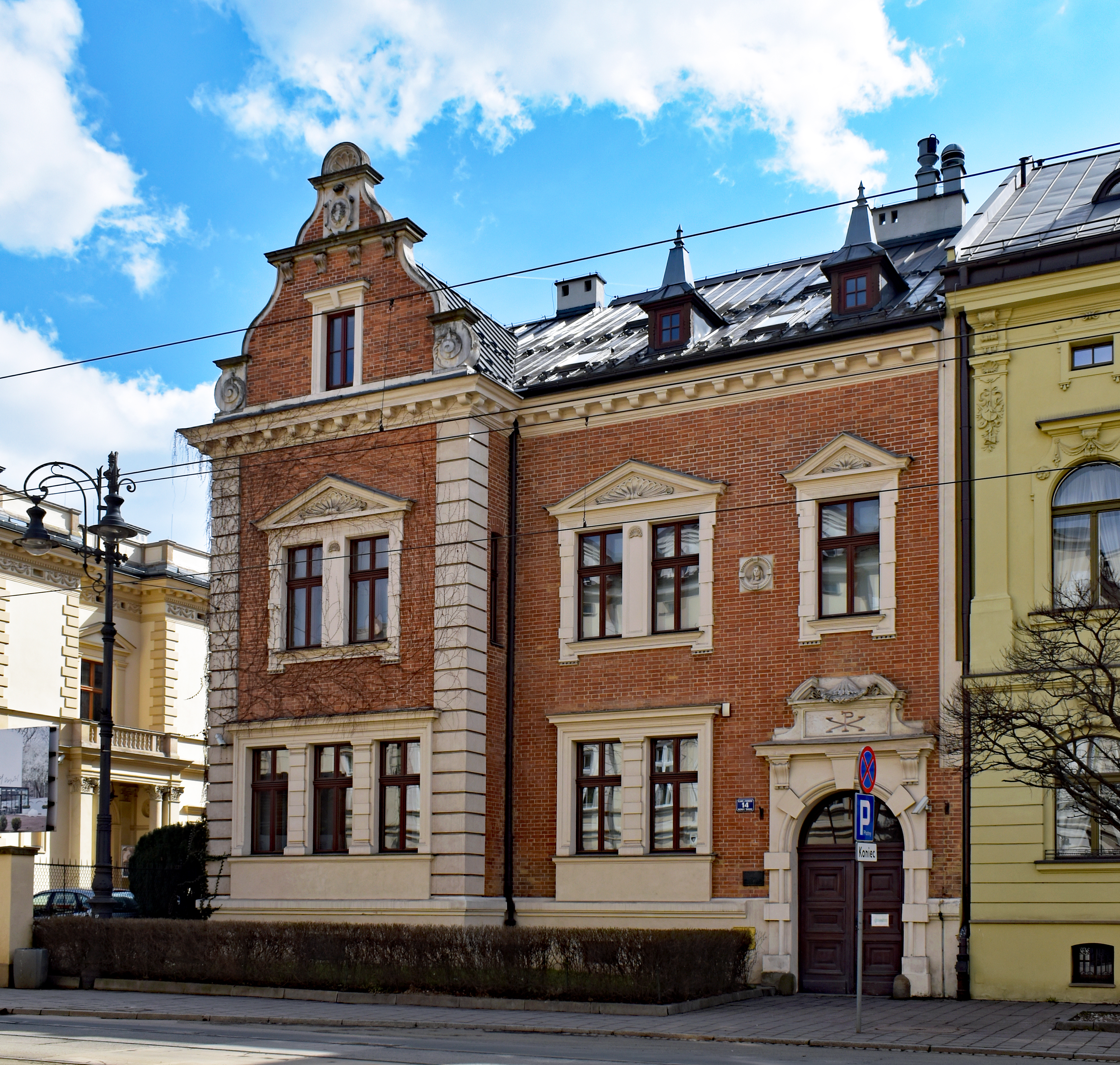
ul. Piłsudskiego 14 Dom Władysława Łozińskiego
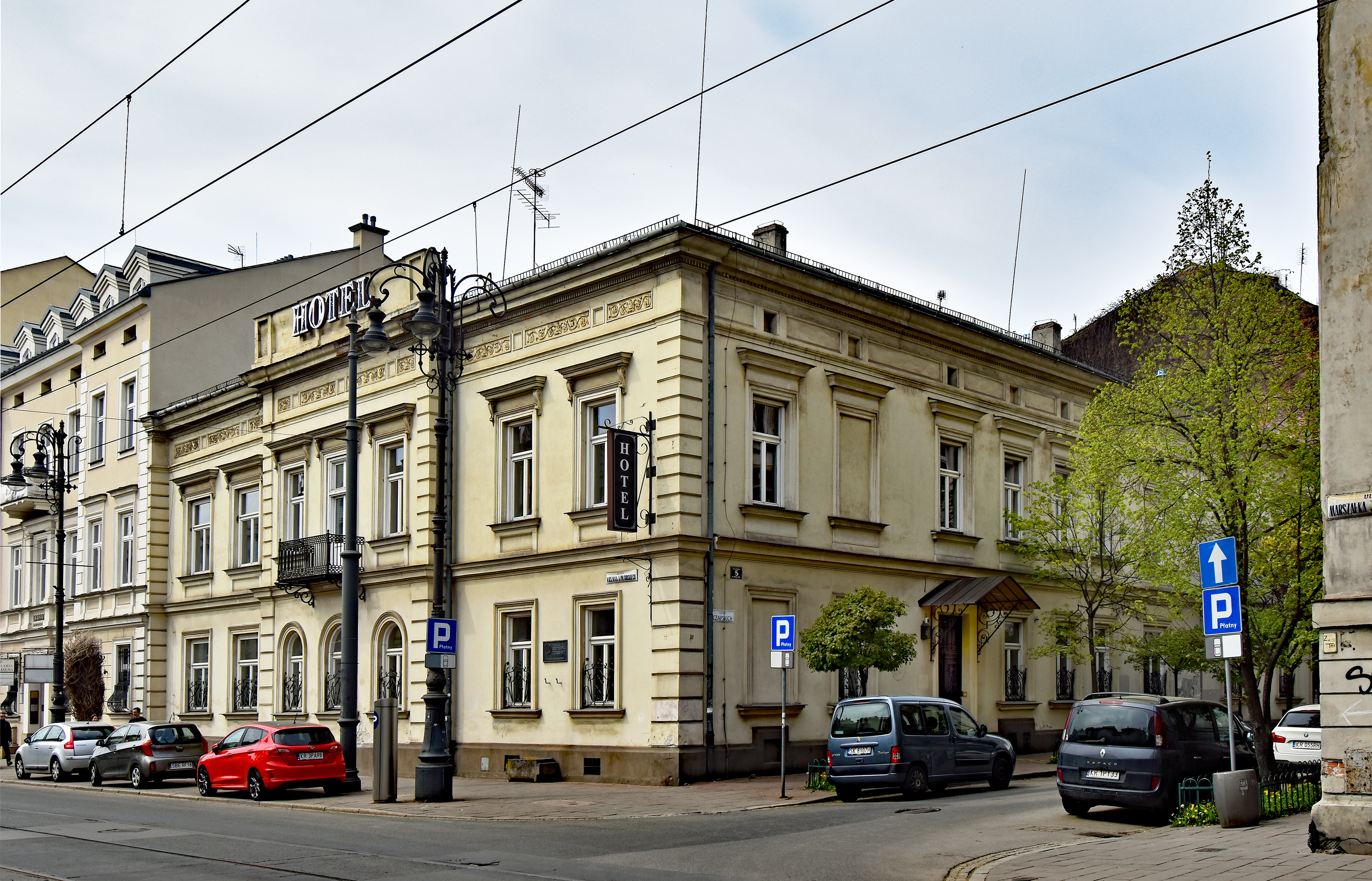
Ul. Piłsudskiego 15 (ul. Czapskich 5) Dom, przed 1878
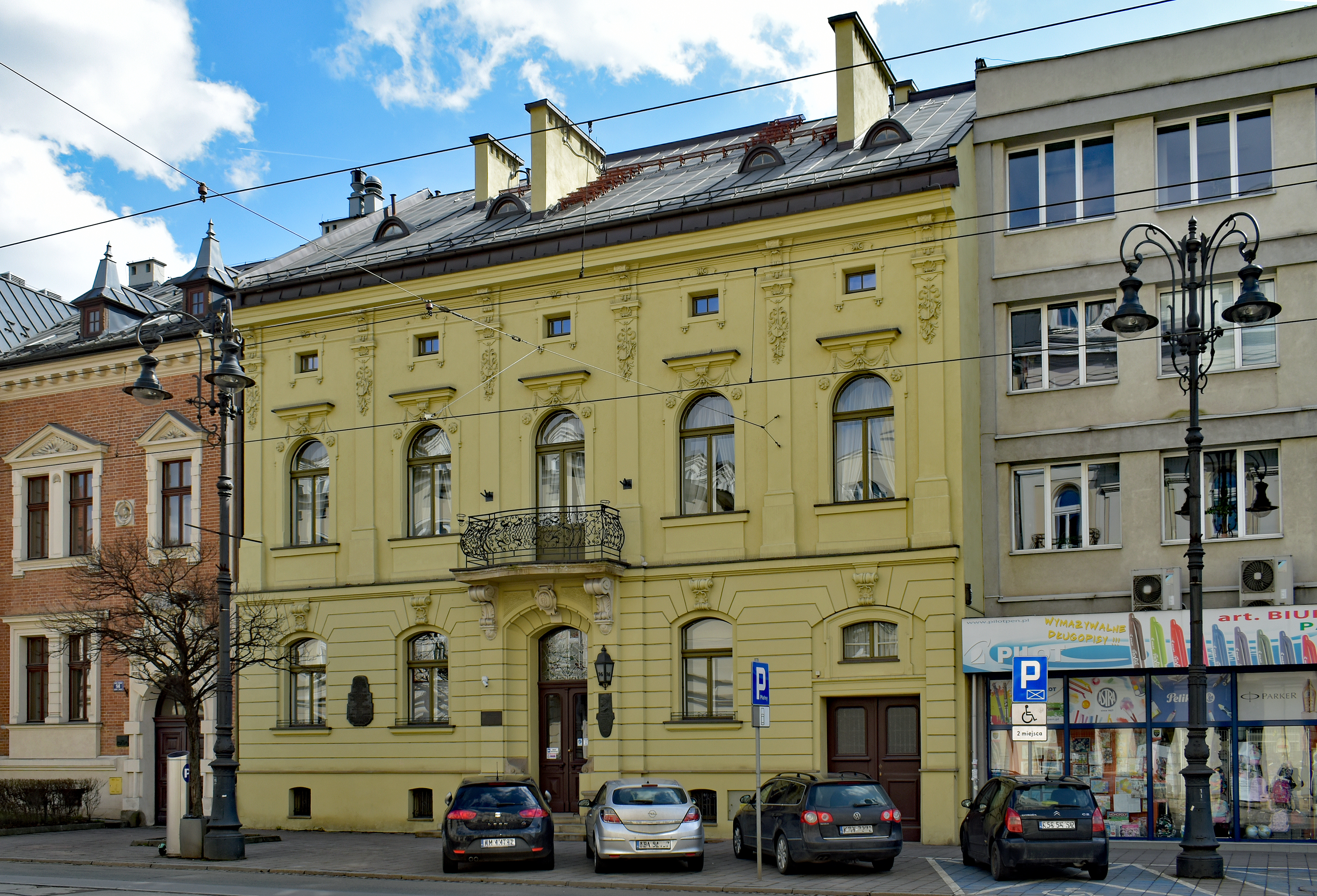
ul. Piłsudskiego 16 Dom Gościnny AGH „Sienkiewiczówka”
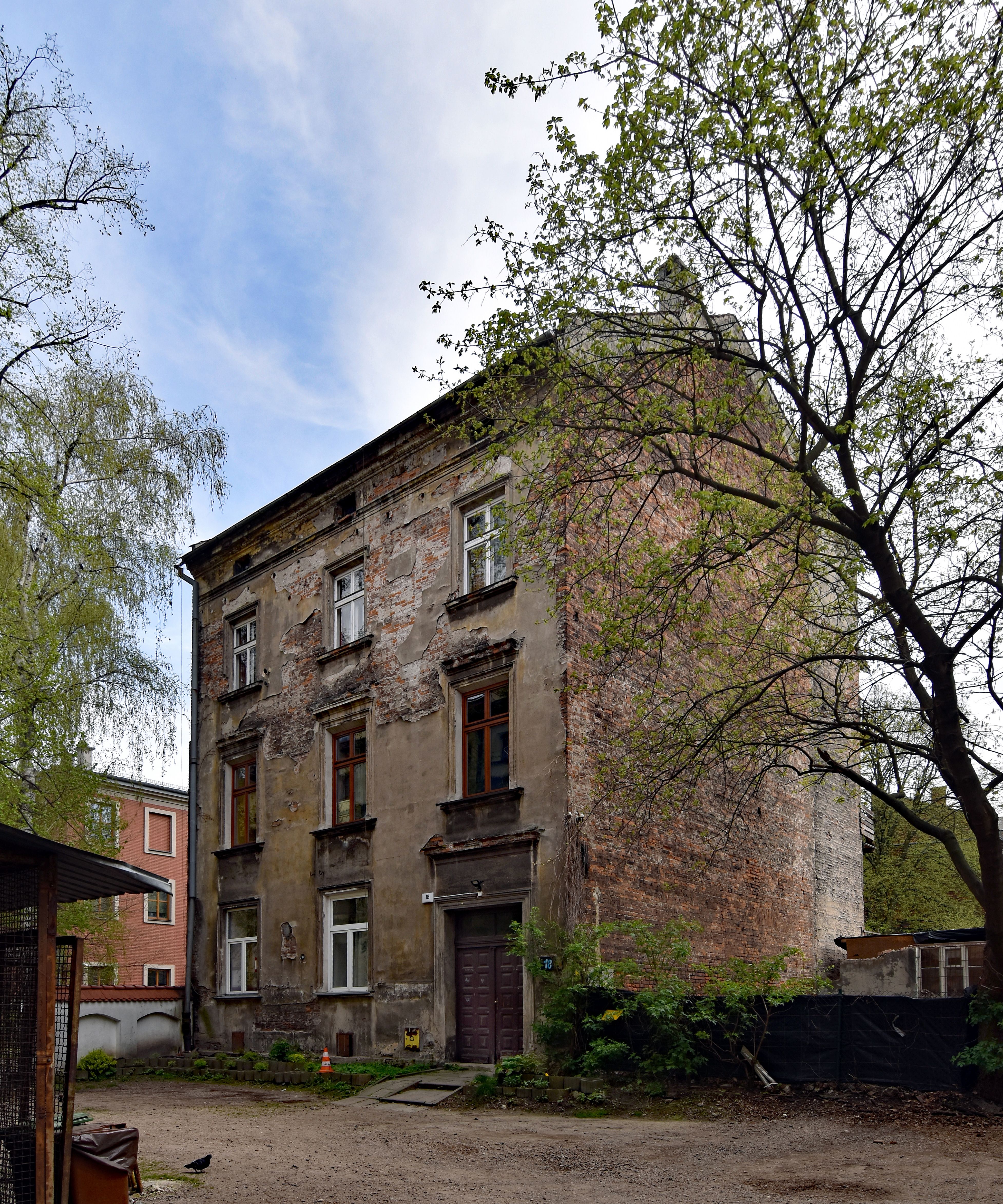
ul. Piłsudskiego 18 Kamienica w której mieszkali i mieli pracownię rzeźbiarze: Ludwik Puget oraz Jacek Puget
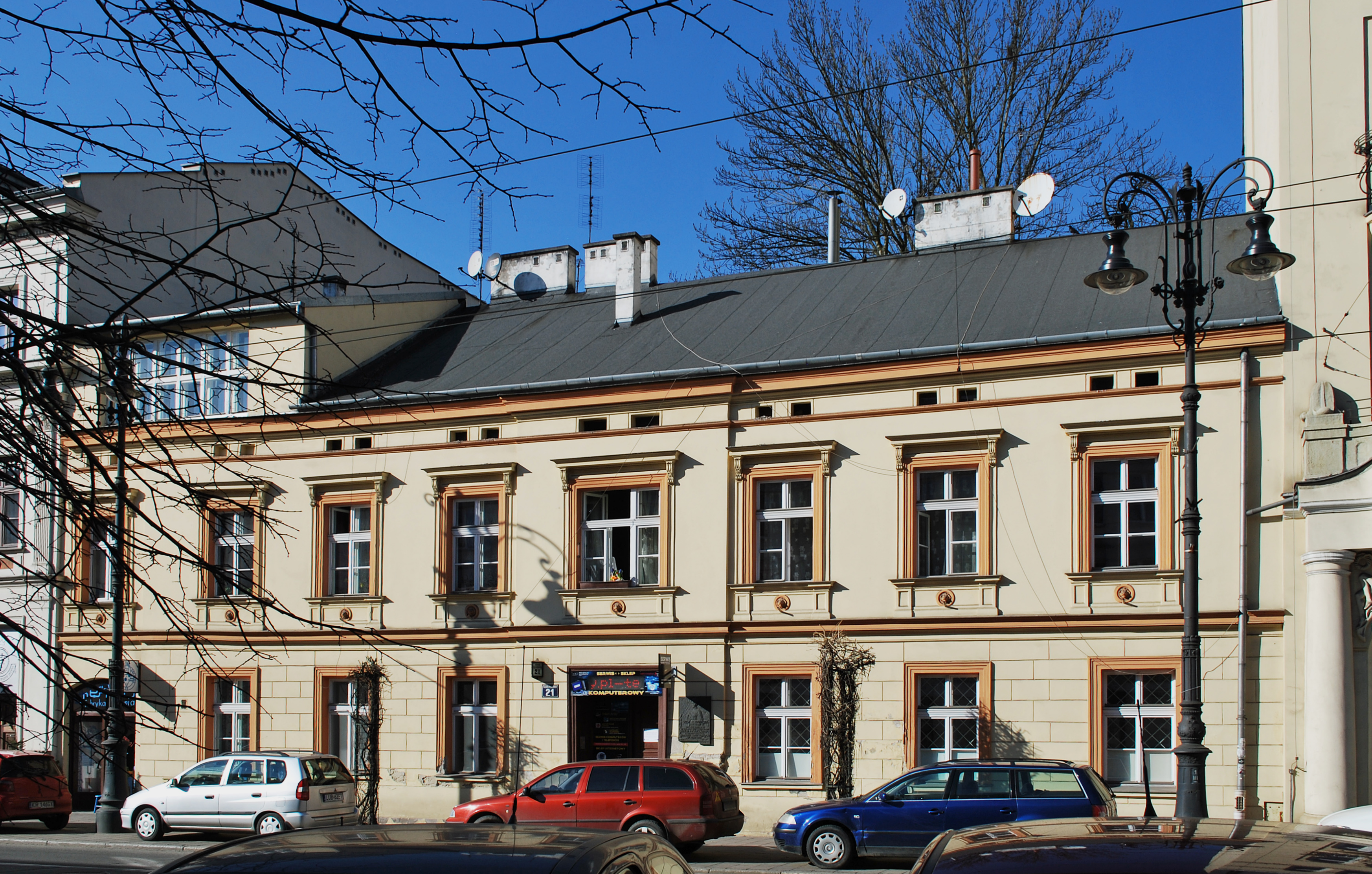
ul. Piłsudskiego 21 Dom rodzinny Olgi Boznańskiej
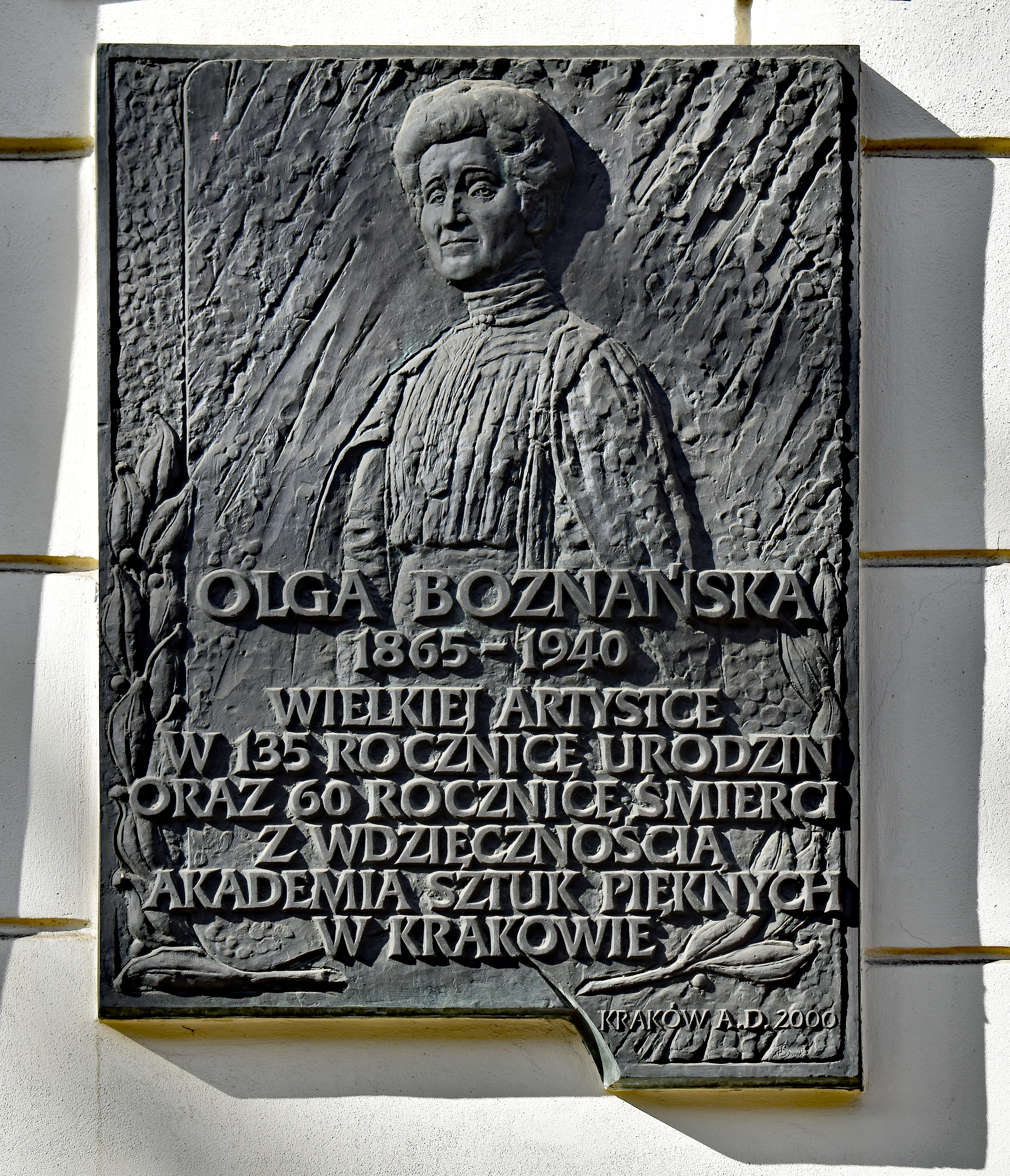
Tablica upamiętniająca Olgę Boznańską
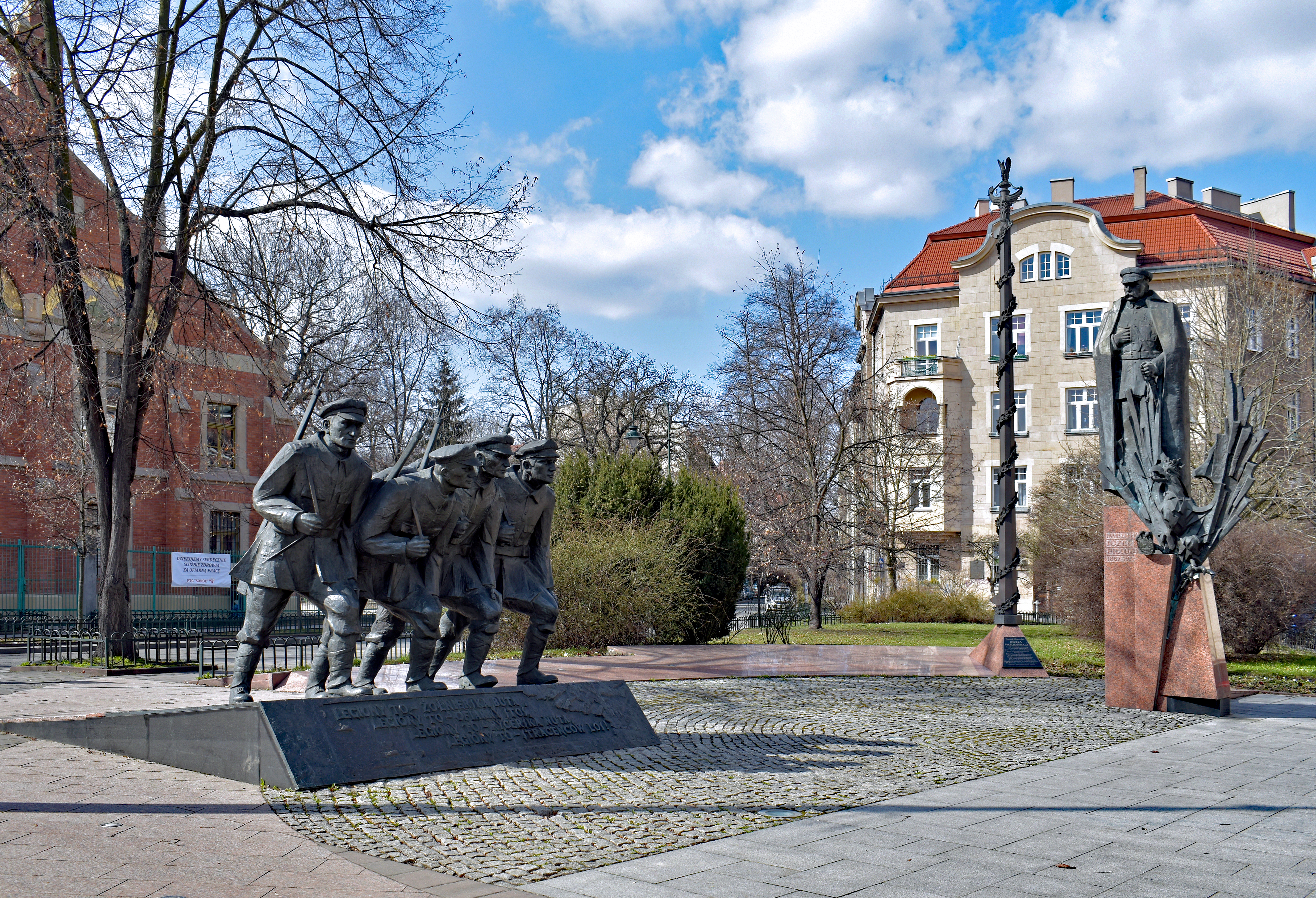
Pomnik Józefa Piłsudskiego
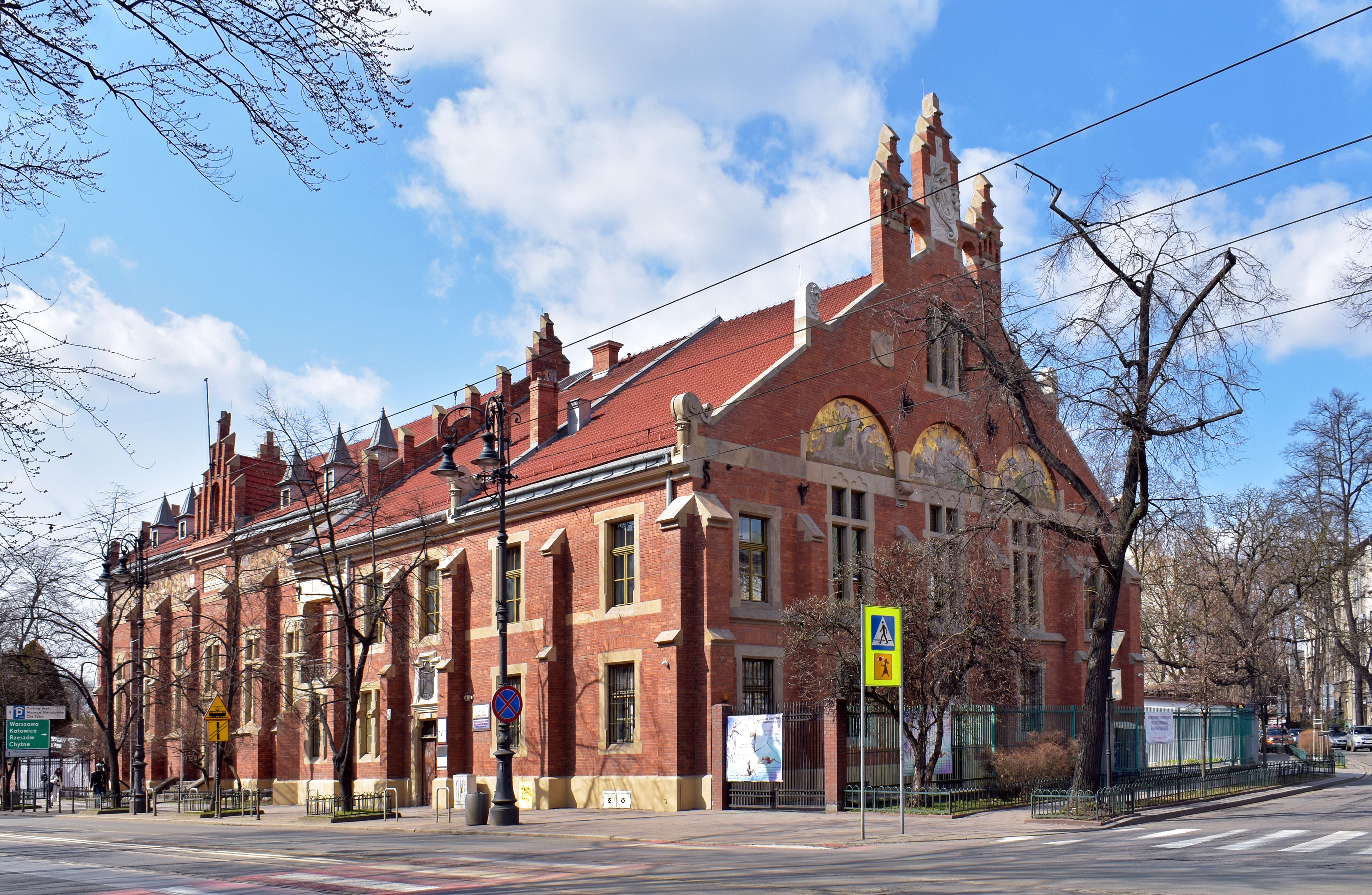
ul. Piłsudskiego 27 Budynek Polskiego Towarzystwa Gimnastycznego "Sokół"
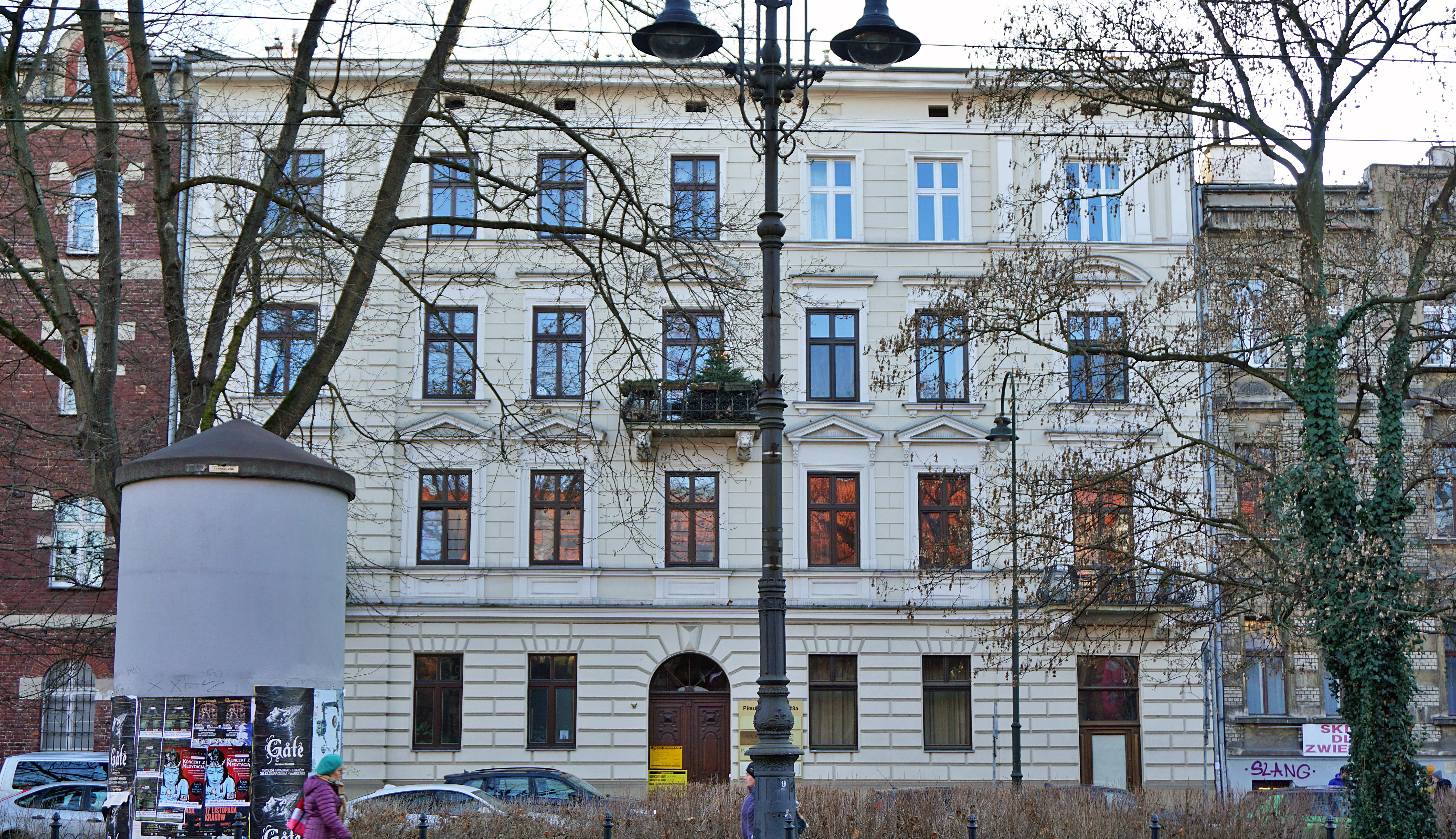
Kamienica, ul. Piłsudskiego 28
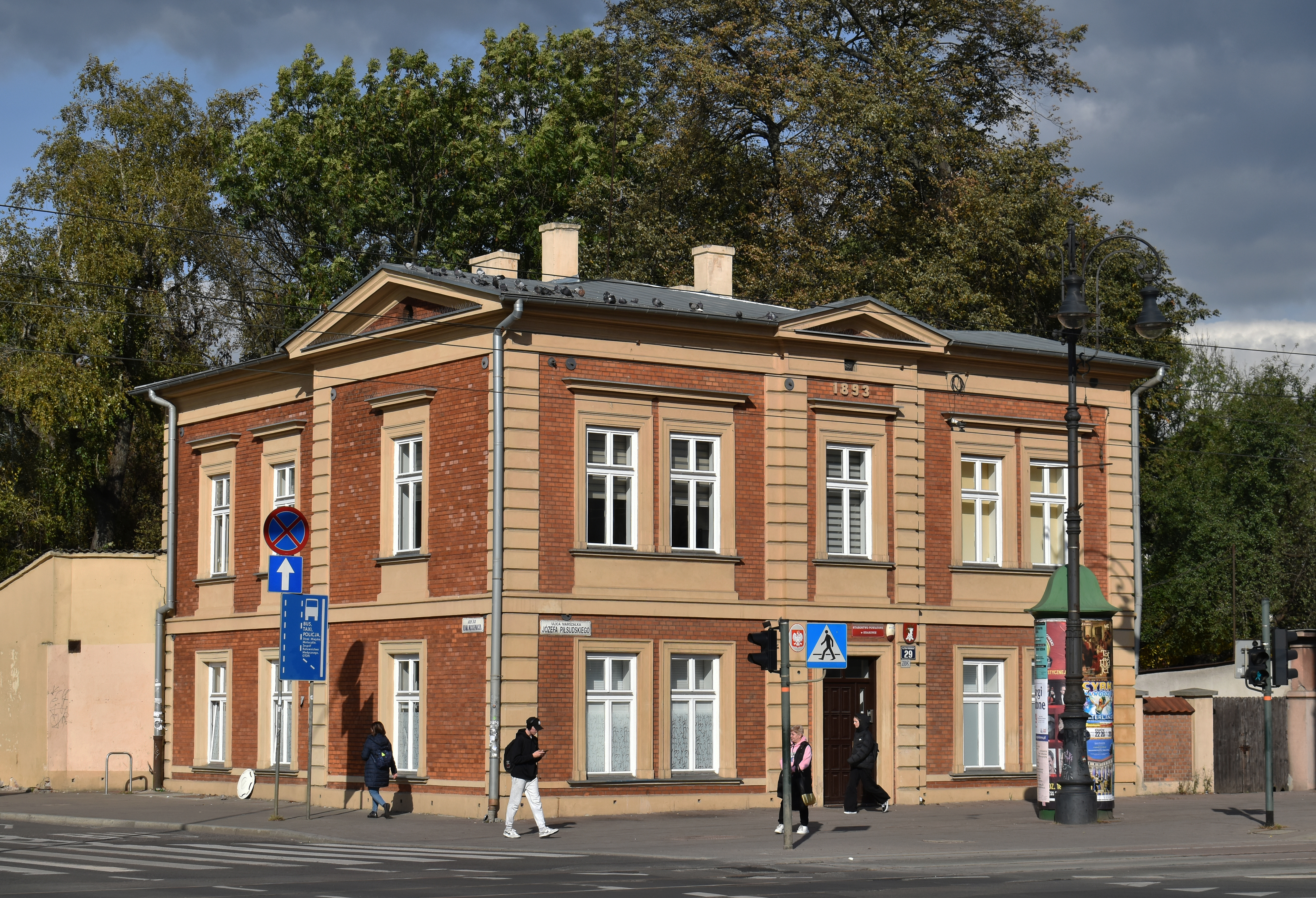
ul. Piłsudskiego 29 Dawna Rogatka Wolska
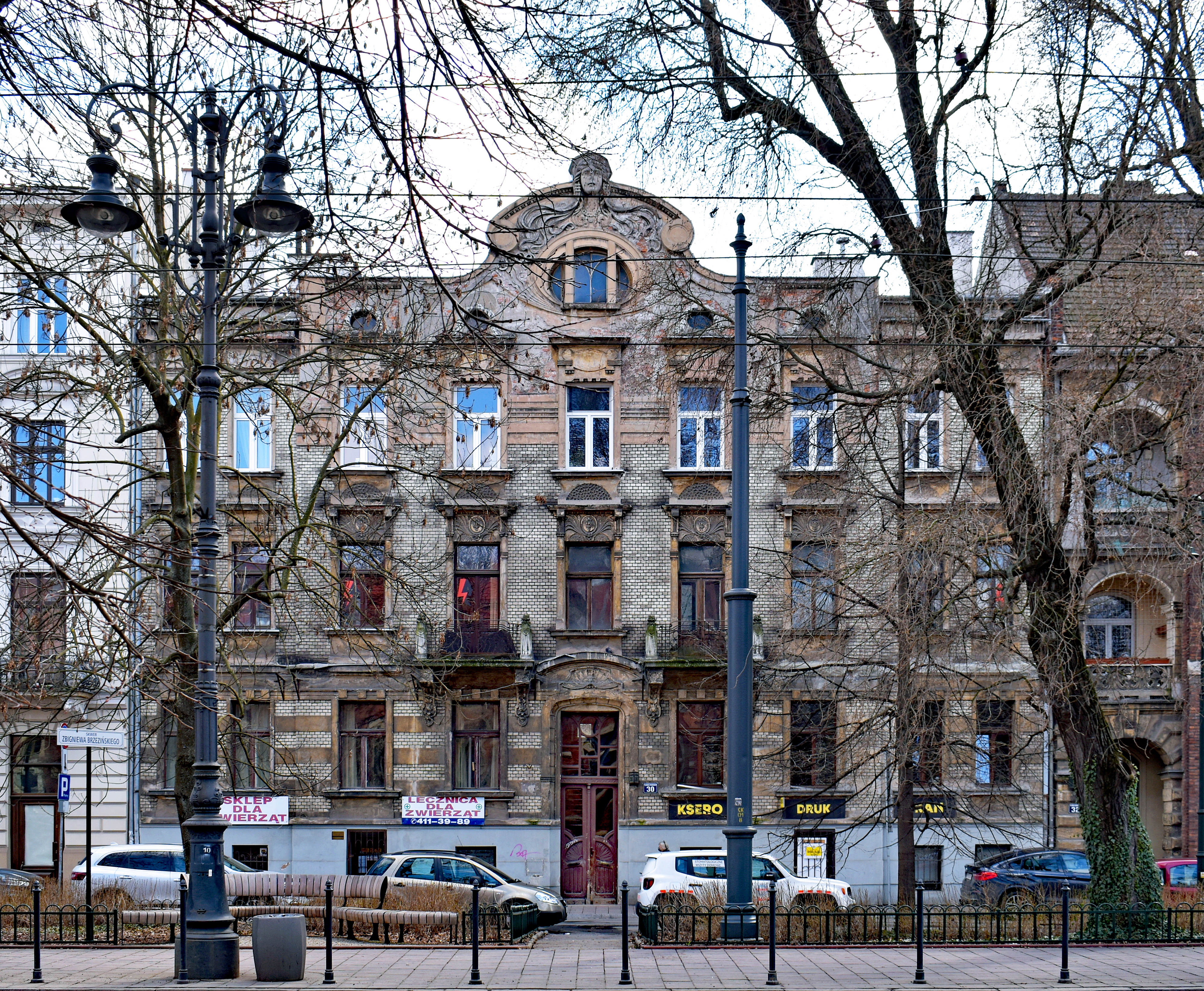
ul. Piłsudskiego 30 Secesyjna kamienica proj. Beniamin Torbe, 1906
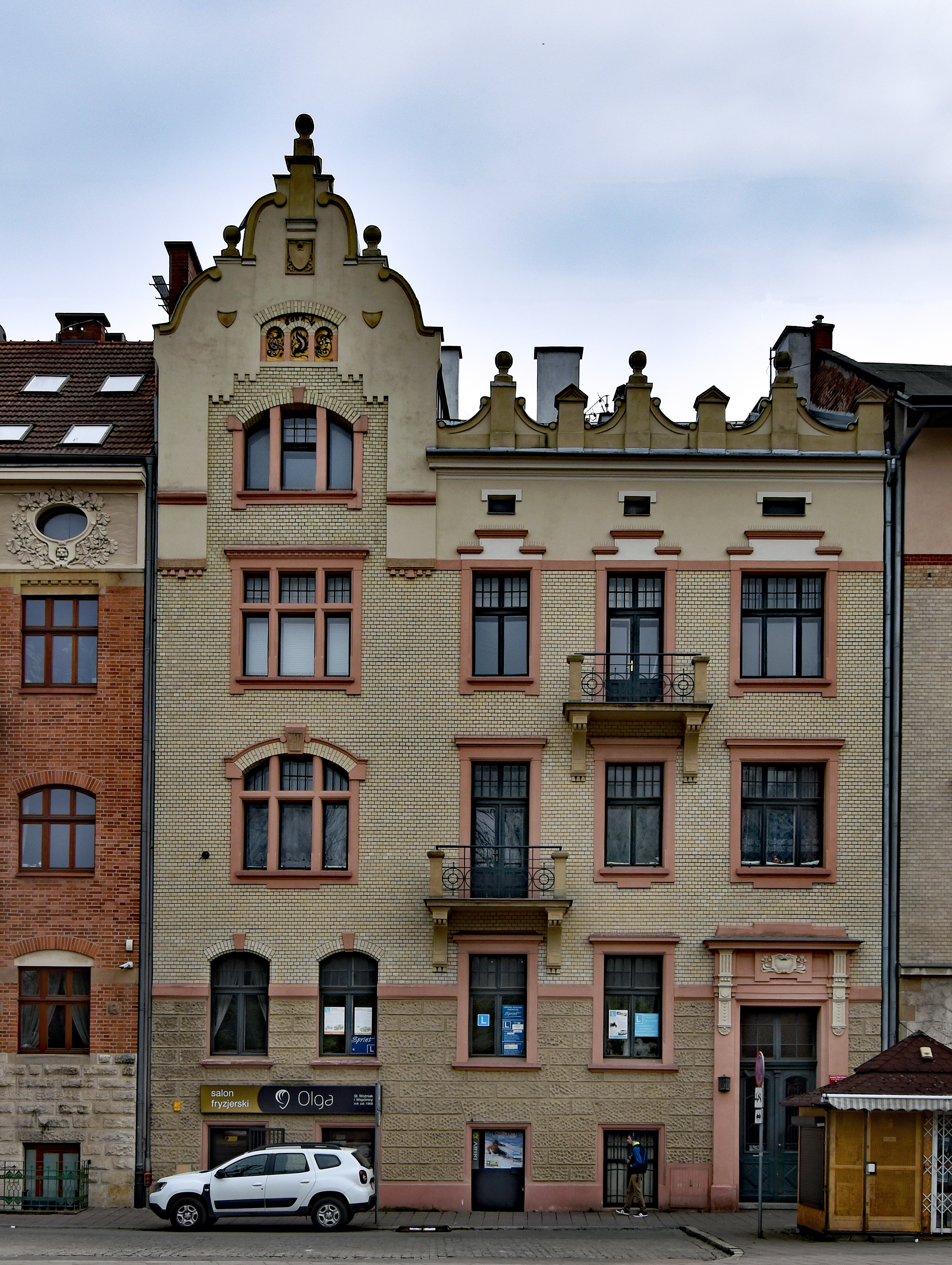
ul. Piłudskiego 38 Kamienica, proj. Henryk Lamensdorf (1908)
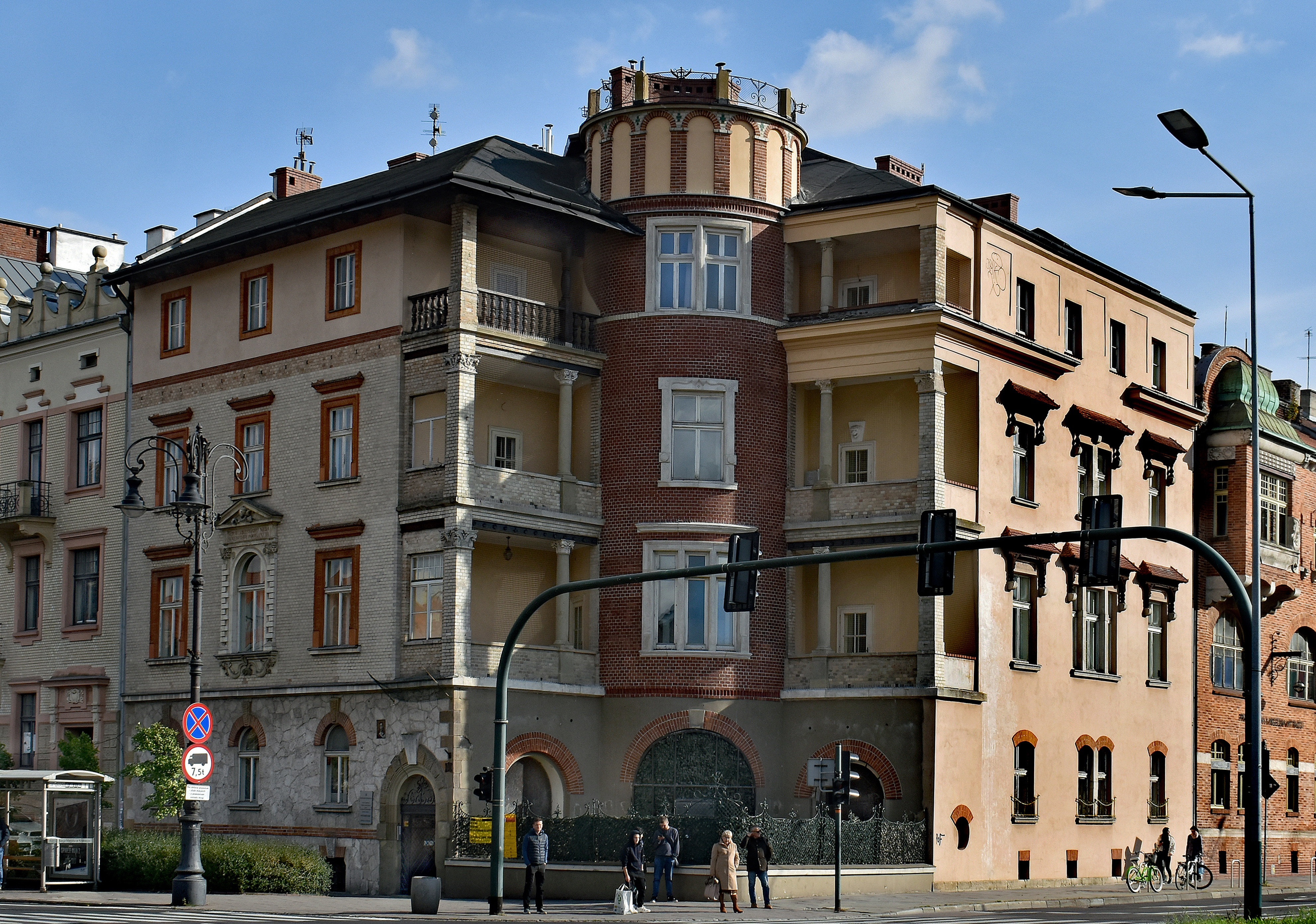
ul. Piłsudskiego 40 (al. Krasińskiego 25) Dom o dwóch frontonach